# Semaforo dei Ronconali
Il semaforo dei Ronconali è un semaforo marittimo dismesso del mar Tirreno che si trova nel territorio comunale di monte Argentario, in posizione dominante rispetto al tratto costiero occidentale del promontorio dell'Argentario.

## Storia
Il complesso venne costruito dalla Regia Marina nella seconda metà dell'Ottocento per il monitoraggio del traffico marittimo nel tratto di mare tra l'Argentario e l'isola del Giglio, nello stesso periodo in cui vennere attivate altre infrastrutture semaforiche tra il litorale della Toscana meridionale e le isole dell'arcipelago toscano.
Il semaforo svolgeva funzioni di illuminazione notturna del corrispondente tratto costiero, grazie alla presenza di un fanale alla sommità della struttura, oltre ad effettuare assistenza alla navigazione grazie alla presenza di antenne di ricezione e di trasmissione radiofonica e telegrafica; non si ha invece notizia se presso il complesso fosse presente anche un osservatorio meteorologico come avveniva in altre infrastrutture con funzioni analoghe.
Nel corso della seconda guerra mondiale il complesso divenne anche una postazione difensiva per l'avvistamento dei velivoli e delle navi in avvicinamento alla costa, oltre ad essere dotato di artiglieria. Nel dopoguerra l'avvento di nuove tecnologie portò la Marina Militare alla dismissione della struttura nell'ambito della riorganizzazione a livello nazionale dei vari presidi costieri.
Originariamente l'infrastruttura semaforica era ospitata all'interno di un edificio in muratura a pianta rettangolare, costituito da due corpi di fabbrica addossati tra loro, quello rivolto verso terra, disposto su due livelli, con la facciata principale dove al centro si apriva il portone d'ingresso e quello rivolto verso il mare, disposto su tre livelli, che culminava con una torretta sommitale a pianta quadrangolare che sovrastava l'intera struttura. Dopo la dismissione il complesso fu venduto a privati e tra il 2010 e il 2011 è stato ristrutturato per riportarlo all'aspetto originario.